# Gerald en Sara Murphy

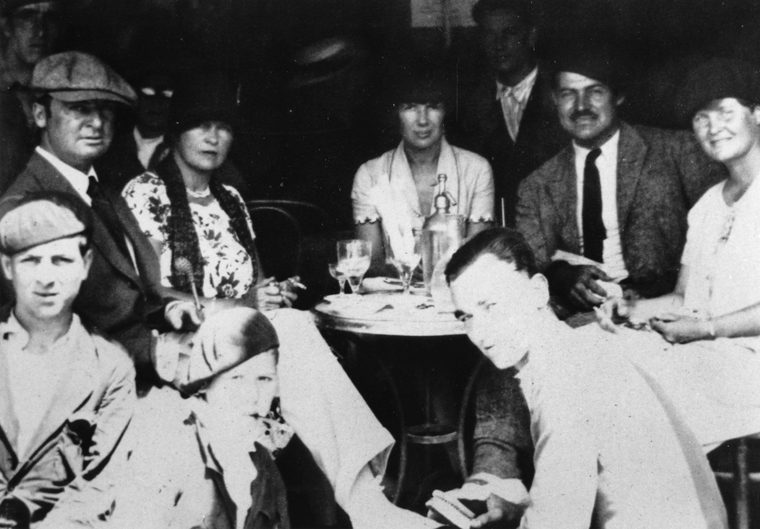
De Murphy's, Pauline Pfeiffer, Ernest Hemingway en Hadley Hemingway, in 1926.

Gerald Clery Murphy (Boston, 25 maart 1888 – East Hampton, 17 oktober 1964) en Sara Sherman Wiborg (Cincinnati, 7 november 1883 – Arlington, 10 oktober 1975) waren een koppel rijke Amerikaanse expatriates in het Frankrijk van begin 20e eeuw. Rond hen vormde zich in de jaren 20 eerst in Parijs en later aan de Côte d'Azur een levendige groep kunstenaars, waaronder Cole Porter, Pablo Picasso en heel wat schrijvers van de Lost Generation. Gerald Murphy had zelf een korte maar opmerkelijke carrière als kubistisch kunstschilder.
Het koppel werd vereeuwigd als Nicole en Dick Diver in F. Scott Fitzgeralds roman Tender Is the Night (1934). Sarah Murphy poseerde in 1923 meermaals voor Pablo Picasso.